# Georg Mischon
Georg Mischon (født 28. juli 1907) var en schweizisk håndboldspiller som deltog under Sommer-OL 1936.
Han var en del af det schweiziske håndboldlandshold, som vandt en bronzemedalje. Han spillede i fire kampe.